# Amady Camara
Amady Camara (Bamako, 28 de mayo de 2005) es un futbolista maliense que juega en la demarcación de delantero para el F. C. Nantes de la Ligue 1.

## Selección nacional
Tras jugar en las categorías inferiores de la selección, finalmente el 6 de septiembre de 2024 hizo su debut con la selección de Malí en un partido de clasificación para la Copa Africana de Naciones de 2025 contra Mozambique que finalizó con un resultado de empate a uno tras el gol de Yves Bissouma para Malí, y de Geny Catamo para Mozambique.

## Clubes
| Club                  | País    | Año       | Partidos | Goles |
| --------------------- | ------- | --------- | -------- | ----- |
| SK Sturm Graz II      | Austria | 2023-2024 | 13       | 6     |
| SK Sturm Graz         | Austria | 2023-2025 | 51       | 3     |
| F. C. Nantes (cedido) | Francia | 2025-     |          |       |

## Palmarés

### Títulos nacionales
| Título          | Club             | País    | Año  |
| --------------- | ---------------- | ------- | ---- |
| Copa de Austria | S. K. Sturm Graz | Austria | 2024 |
| Bundesliga      | S. K. Sturm Graz | Austria | 2024 |
| Bundesliga      | S. K. Sturm Graz | Austria | 2025 |